# Beaver City
Beaver City è un centro abitato (city) degli Stati Uniti d'America ed è capoluogo della contea di Furnas nello Stato del Nebraska. La popolazione era di 609 persone al censimento del 2010.

## Geografia fisica
Beaver City è situata a 40°08′12″N 99°49′45″W (40.136733, -99.829145).
Secondo lo United States Census Bureau, ha un'area totale di 0,99 miglia quadrate (2,56 km²).

## Storia
Beaver City fu progettata nel 1872. Prende il nome probabilmente da Beaver Creek, a causa della presenza di castori americani nella zona.

## Società

### Evoluzione demografica
Secondo il censimento del 2010, c'erano 609 persone.

### Etnie e minoranze straniere
Secondo il censimento del 2010, la composizione etnica della città era formata dal 96,1% di bianchi, lo 0,5% di afroamericani, l'1,0% di nativi americani, lo 0,2% di asiatici, lo 0,7% di altre etnie, e l'1,6% di due o più etnie. Ispanici o latinos di qualunque etnia erano il 2,3% della popolazione.